# 香水湾
18°34′10″N 110°9′26″E / 18.56944°N 110.15722°E
香水湾位于中国海南省陵水黎族自治县东北部的海滨，位于陵水县城东北18公里，北隔牛岭与万宁市日月湾相邻。香水湾因香水岭流来的泉水注入海湾而得名，其海滨拥有优良沙滩和成片的椰林，现已开发旅游景区，是海南著名的旅游景点。
香水湾北部海域有国家5A级旅游景区分界洲，东南部海域的双帆石是中国领海基点之一。
- 夕阳下的香水湾和分界洲
- 朝阳下的香水湾海滨
- 香水湾和双帆石